# Soninke-Bobo jezici
Soninke-Bobo jezici (privatni kod: skbb), skupina od sedam sjeverozapadnih mande jezika raširenih na području afričkih država Mali i Burkina Faso. Sastoji se od dviju glavnih užih skupina, to su Bobo sa (2) jezika iz Burkine Faso i Soninke-Boso sa (5) jezika koji čine dvije podskupine, boso i soninke. Najznačajniji među njima je soninke. 
Skupina soninke.bozo zajedno sa skupinom samogo čini širu sjeverozapadnu skupinu zapadnih mande jezika.

## Klasifikacija
Soninke-Bobo (7):
bobo (2)
južni Bobo Madaré, [bwq] (Burkina Faso)
konabéré [bbo] (Burkina Faso)
Soninke-Boso (5):
Boso (4):
Istočni: (3):
hainyaxo bozo, [bzx] (Mali)
tiemacèwè bozo, [boo] (Mali)
tiéyaxo bozo, [boz] (Mali)
Jenaama (1):
jenaama bozo, [bze] (Mali)
Soninke (1):
Soninke [snk] (Mali)

## Vanjske poveznice
- Ethnologue (14th)
- Ethnologue (15h)